# José Manuel Díaz Novoa
|  | Per a altres significats, vegeu «José Manuel Díaz». |

José Manuel Díaz Novoa (Gijón, 1 de gener de 1944) és un exfutbolista i entrenador asturià. Com a tècnic, acumula 394 partits a la Primera Divisió espanyola.

## Trajectòria esportiva
Com a jugador, ocupava la posició de migcampista. Format al planter de l'Sporting de Gijón, durant cinc campanyes juga amb el primer equip. El 1967 fitxa pel Celta de Vigo, amb qui ascendeix a primera divisió el 1969. Però, a la 69/70 només hi disputa un encontre, a causa de les lesions. Es retira als 27 anys.
Poc després de penjar les botes, passa al vessant tècnic. Primer se'n fa càrrec del Deportivo Gijón, filial sportinguista, i debuta amb el primer equip, que ara disputa la màxima categoria, a la 79/80. Retorna per dirigir uns partits de la 81/82, i, finalment, es consolida al capdavant de la banqueta gijonesa el 1984.
Entrena durant quatre campanyes a l'Sporting de Gijón, en un dels moments daurats del club, amb participacions en la Copa de la UEFA. Tal com va fer com a jugador, marxa al Celta de Vigo, on roman altres dues temporades. Continua en altres conjunts de Primera: Real Burgos, RCD Espanyol (amb qui baixa a Segona) i de nou l'Sporting, en dos períodes. Entre el 2000 i 2002 exerceix de tècnic en els amistosos que disputa la selecció de futbol d'Astúries.